# هنري كاستيلي
هنري لينكولن فرنانديز ناسيمنتو (بالبرتغالية: Henri Castelli‏) (من مواليد 10 فبراير 1978) ممثل برازيلي معروف باسم هنري كاستيلي.

## روابط خارجية
- هنري كاستيلي على موقع IMDb (الإنجليزية)
- هنري كاستيلي على موقع ألو سيني (الفرنسية)
- هنري كاستيلي على موقع قاعدة بيانات الفيلم (الإنجليزية)
- هنري كاستيلي على موقع كينوبويسك (الروسية)
- هنري كاستيلي في قاعدة بيانات الأفلام على الإنترنت